# روبنده‌ام رنگی شده
روبنده‌ام رنگی شده (هندی: लागा चुनरी में दाग) فیلمی هندی در سبک ملودرام است که در سال ۲۰۰۷ منتشر شد.

## بازیگران
- رانی موکرجی
- جایا باچان
- کونکونا سن شارما
- آبیشک باچان
- انوپم کهیر
- هما مالینی
- کیرون کهیر
- شریا شامرا